# 国道78号線 (韓国)
国道78号（こくどう78ごう）あるいは満浦鎭江界線（まんぽちんかんげせん）は、平安北道の江界郡満浦邑と江界邑を結ぶ、大韓民国の一般国道である。満浦線と将子江に沿った路線であり、全区間が朝鮮民主主義人民共和国の管轄に属している。
1996年7月1日、大韓民国一般国道路線指定令が改正され、この路線は廃止された。

## 歴史
- 1971年8月31日 - 一般国道路線指定令により、国道78号満浦鎭江界線となる[1]。
- 1996年7月1日 - 一般国道路線指定令が改正により、廃止となる[2]。

## 主たる経由地
以北五道委員会基準
- 平安北道
  - 江界郡（満浦邑 - 曲河面 - 江界邑）

朝鮮民主主義人民共和国基準
- 慈江道
  - 満浦市 - 時中郡 - 江界市